# Kanton Rivière-Salée
Kanton Rivière-Salée is een voormalig kanton van het Franse departement Martinique. Kanton Rivière-Salée maakte deel uit van het arrondissement Le Marin en telde 13.106 inwoners (2007). Het kanton had een oppervlakte van 39,38 km² en een dichtheid van 333 inwoners per vierkante kilometer. Het werd zoals alle kantons van Martinique opgeheven op 1 januari 2016.

## Gemeenten
Het kanton Rivière-Salée omvatte uitsluitend de gemeente Rivière-Salée